# Cacyparis punctigera
Cacyparis punctigera är en fjärilsart som beskrevs av Carl von Linné 1758. Cacyparis punctigera ingår i släktet Cacyparis och familjen trågspinnare. Inga underarter finns listade i Catalogue of Life.